# Feramors
Feramors est un opéra en trois actes d'Anton Rubinstein, composé en 1862 sur un livret de Julius Rodenberg, écrit en allemand sur la base de l'histoire en vers et en prose Lalla Rookh de Thomas Moore.

## Contexte
C'est au printemps 1861, alors qu'il est à Vienne, que Rubinstein à l'idée de composer un opéra sur le poème "Lalla Rookh" de Thomas Moore. Il écrit alors à Julius Rodenberg, qu'il avait déjà rencontré et à qui il avait demandé un livret sur le cantique des cantiques, de mettre de côté ce projet au profit de cette nouvelle idée, pour que celui-ci se charge d'en rédiger le livret en allemand. Rubinstein, enthousiaste à la perspective de mettre en musique l'œuvre de Thomas Moore a déjà commencé de première esquisses. Le 19 septembre 1861, il arrive à Berlin ou il reste 5 semaines pour échanger sur le livret avec Rodenberg. Il travaillera une bonne partie de l'année 1862 pour terminer sa partition.
Rubinstein a dédié son opéra à Frédéric-Guillaume de Hesse-Kassel et à la princesse Anne de Prusse, son épouse.

## Distribution
- Lalla Roukh, princesse de l'Hindoustan ( soprano )

- Hafiza, son amie ( contralto )
- Feramors, ménestrel et roi de Boukhara déguisé ( ténor )
- Fadladin, Grand Vizir de l'Hindoustan ( basse )
- Khozru, envoyé du roi de Boukhara ( baryton )
- Un Muezzin ( ténor )
- Un messager ( ténor )

## Argument
L'opéra se déroule au Cachemire et aux alentours  .

### Acte I

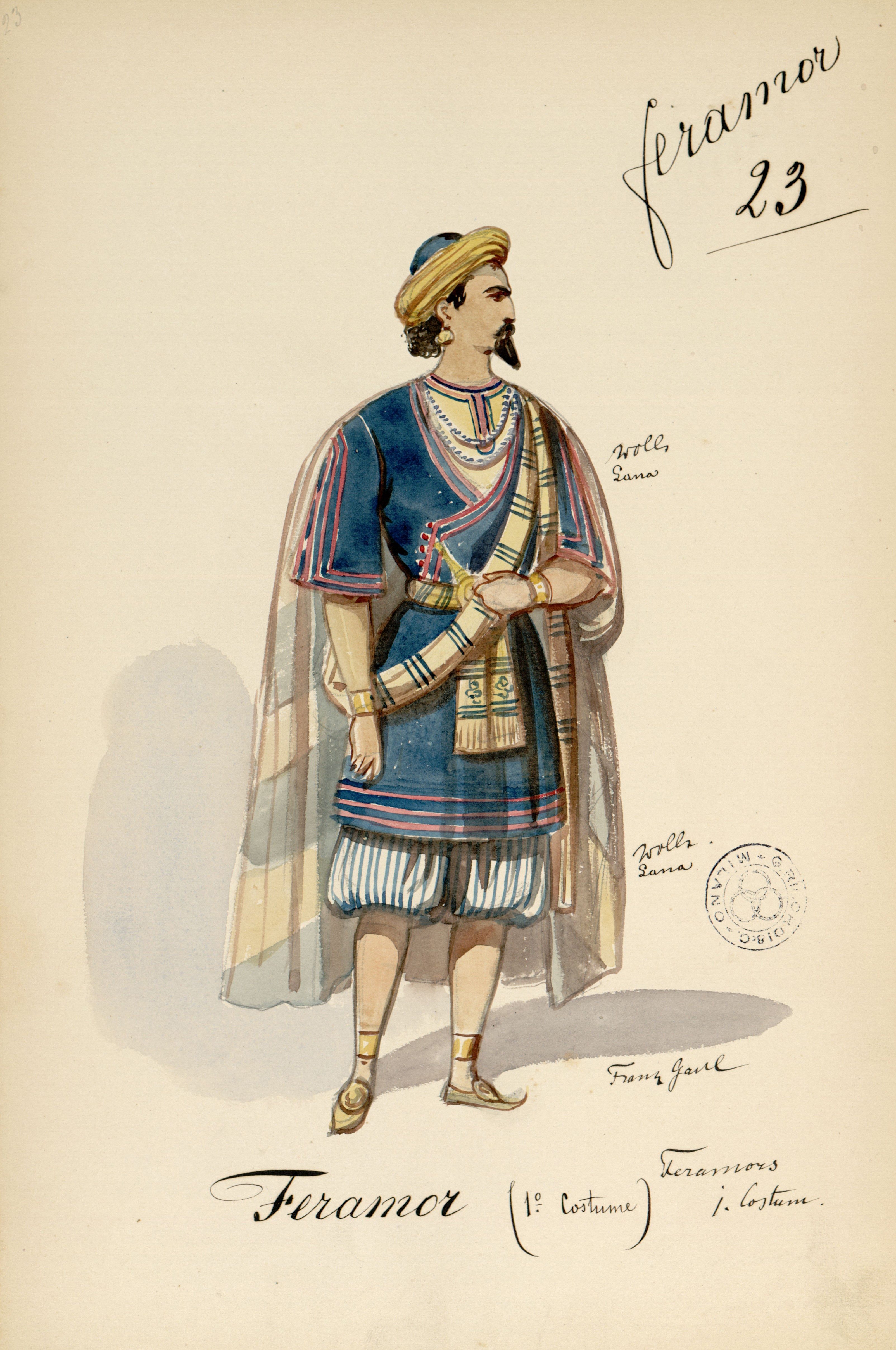
Dessin d'un des costumes pour Feramors (1872)

Dans la vallée proche du Cachemire, on attend la princesse Lalla Roukh, dont l'arrivée a été annoncée au peuple par l'envoyé Khozru, qui a ordonné que tout soit préparé pour son arrivée. Fadladin, grand Vizir de l'Hindoustan est transporté dans un palanquin, il  déclare son mécontentement envers le chanteur Feramors, qui la veille "a dérangé son oreille musicale" avec ses chansons stupides. La princesse arrive avec son amie Hafiza. Khozru salue la princesse au nom de son fiancé, le roi de Boukhara, et lui présente les cadeaux du roi. Fadladin invite Hafiza, qui aime Khozru, à un rendez-vous. Pour faire plaisir à la princesse, attristée par la nécessité d'épouser le roi de Boukhara à la demande de ses parents, alors qu'elle aime le chanteur Feramors, Khozru ordonne de commencer à danser et à chanter. La danse des bayadères, puis la danse des mariées du Cachemire sont exécutées. Lalla Rookh veut écouter Feramors et, malgré les objections de Fadladin, Khozru ordonne d'appeler le chanteur. A l'arrivée de Feramors, en fait le roi de Boukhara déguisé, il demande à voix basse à Khozra de ne pas le trahir. Feramors chante une ballade (« Dans un bonheur calme, la mer dort »), mais son chant est interrompu par Fadladin. Dans la dispute entre Fadladin, qui reproche au chanteur d'insulter les sentiments religieux, et Feramors, qui prétend ne chanter que sur l'amour, le peuple prend le parti de Feramors. La dispute est interrompue par l'appel à la prière du Muezzin, au cours duquel Feramors déclare son amour à la princesse, Khozru à Hafiza, et Fadladin invite avec persistance Hafiza à un rendez-vous.

### Acte II
Nuit dans la vallée. Lalla Rook et Hafiza partagent leurs expériences amoureuses. Feramors, arrivé à l'improviste, avoue son amour à la princesse ; Tous deux se cachent dans la tente de la princesse et entendent la voix de Fadladin. Ce dernier avoue son amour à Hafiza et lui propose de l'épouser, ce à quoi elle feint d'accepter, ils partent. Une scène d'amour a lieu entre Lalla Rookh et Feramors, qui sortent de la tente, après quoi ils se séparent. En partant, Feramors rencontre Fadladin qui revient, le conflit entre eux reprend, Fadladin accuse Feramors d'avoir tenté de le tuer. Les gens rassemblés pour entendre le bruit exigent que le chanteur soit tué, et Khozru, qui arrive, ne parvient qu'à retarder l'exécution jusqu'au matin, mais il ne peut pas libérer Feramors. Tout le monde part et emmène le chanteur ligoté. Lalla Rookh tombe inconsciente dans les bras de Hafiza.

### Acte III

#### Première scène
Dans le harem royal, Lalla Rookh craint que Feramors ne soit déjà exécuté. Les esclaves l'habillent en tenue de mariée. L'ambassadeur entrant annonce que la cérémonie va commencer, après quoi Lalla Rookh et sa suite partent.

#### Seconde scène
Une salle du palais royal, avec une descente vers l'eau. Khozru informe Hafiza qu'il a libéré Feramors la nuit et lui déclare son amour. Hafiza rend la pareille. Fadladin arrive et demande un rendez-vous avec le roi de Boukhara, puisqu'il a découvert la disparition de Feramors. La suite et Lalla Rookh arrivent sur des bateaux. Hafiza l'informe de la libération de Feramors. Feramors entre en tenue royale, Fadladin l'informe de la fuite du chanteur et attend justice. En regardant le roi, il reconnaît en lui Feramors et demande grâce ; Feramors lui pardonne. Lalla Rookh reconnaît dans le roi Feramors grâce à sa voix. Feramors remercie Khozra et lui permet d'épouser Hafiza, malgré l'indignation de Fadladin. Réjouissance générale.

## Réception
La première de l'opéra se tient le 24 février 1863 sous la direction de Carl August Krebs au Théâtre de la Cour de Dresde, il est ensuite rejoué les 28 février, 7 mars, 3 avril et 22 juillet 1863.
Des productions ultérieures en allemand furent jouées à Vienne (24 avril 1872, version révisée en 2 actes qui fut un fiasco), Königsberg (1878), Berlin (1879), Dantzig et Mannheim (1880), Munich (1886)  .
En Russie, l'opéra est joué dans une traduction russe pour la première fois le 24 avril 1884 à Saint-Pétersbourg, par un cercle d'amateurs musicaux et dramatiques. Il sera ensuite joué le 26 avril 1897 à Moscou  par les diplômés du Conservatoire de Moscou  (Léon Tolstoï assista à la répétition sous la direction de Vassili Safonov le 19 avril 1897), puis le 18 août 1898 à Saint-Pétersbourg, dans l'opéra russe privé du jardin Arcadia grâce aux efforts de l'Association de l'Opéra russe et enfin le 15 septembre 1898 au Théâtre Mariinsky sous la baguette de Felix Blumenfeld, le ballet étant chorégraphié par Marius Petipa.
Dans une lettre à Nadejda von Meck envoyée de Berlin en date du 4 mars 1879, Tchaikovsky écrivit "Aujourd'hui, l'opéra présente Feramors. Il s'agit d'un opéra de Rubinstein, écrit par lui à l'époque à laquelle appartiennent toutes ses meilleures œuvres, c'est-à-dire il y a une vingtaine d'années. Je l'aime beaucoup et je voulais vraiment aller au spectacle d'aujourd'hui, mais il n'y avait pas un seul billet."
Dans "Portraits et souvenirs : l'art et les artistes", Camille Saint Saëns écrivit à propos de cet opéra " Feramors, la plus précieuse, à mon goût, de cette série d'œuvres théâtrales, a réussi à Dresde et fut jouée dans quelques villes ; mais on parait avoir abandonné cet ouvrage et je ne m'explique pas cette indifférence. Il est vrai que l'auteur du poème n'a pas eu, comme Michel Carré dans la Lalla-Roukh française, l'adresse de resserrer l'action en deux actes : la pièce, en trois actes, paraît languissante. Mais quelle fine couleur orientale, quel parfum capiteux d'essence de rose, quelle fraîcheur dans cette lumineuse partition !"

## Discographie
Il n'existe aucun enregistrement complet de l'opéra Feramors. Par contre certains passages orchestraux correspondants au ballet (Danse des Bayadères n°1 -  Danses des Fiancées de Cachemire - Danse des Bayadères n°2 - Procession Nuptiale) ont été enregistrés :
- Orchestre Philharmonique Slovaque dirigé par Michael Halász (1990) - Marco Polo
- Orchestre symphonique d'État (Russie) dirigé par Igor Golovchin (1993) - Russian Disc réédité par Delos